# Javier Bauluz
Javier Bauluz (Oviedo, 1960) es un fotógrafo y reportero español, el primer español que ha recibido un Premio Pulitzer. Es fundador y director de Periodismo Humano, un medio de comunicación digital con enfoque de derechos humanos, desde marzo de 2010. Además, dirige documentales y produce exposiciones desde la productora Piraván.

## Trayectoria
Desde 1984, ha cubierto conflictos y dramas humanitarios en Centroamérica, África, los Balcanes y Oriente Medio, entre otros lugares. Ha trabajado con las agencias Associated Press, Reuters, Staff, VU y Gamma, y ha publicado sus trabajos en The New York Times, The Washington Post, Libération, The Independent, Der Spiegel, El País, El Mundo, La Vanguardia, Cambio 16, Interviú, Newsweek, Time, GEO, Magazine, Courier International, Veja, Stern, etc. Además, ha participado en varios proyectos y organizaciones de Cooperación al Desarrollo. En 2010 fue productor del documental El Astillero, de Alejandro Zapico.
Javier Bauluz es director del Encuentro Internacional de Foto y Periodismo Ciudad de Gijón desde 1997 y del Taller de Periodismo de la Universidad de Oviedo desde 2001. Ha sido profesor de Fotoperiodismo en la Universidad Pompeu Fabra de Barcelona en 2003.
Como periodista, es autor de los libros Sombras en Combate 1992 y Ruanda, amor en tiempos de cólera 1994, y forma parte del grupo de 10 fotoperiodistas españoles autor de Latidos de un mundo convulso en 2008.
En julio de 2008, Javier Bauluz impulsó junto a cientos de periodistas y defensores de derechos el Manifiesto sobre Periodismo y Derechos Humanos.

## Reconocimientos
Bauluz recibió el Pulitzer de Periodismo en 1995 junto a sus compañeros Jacqueline Arzt, Jean-Marc Bouju y Karsten Thielker, de Associated Press, por su trabajo fotoperiodístico en Ruanda. También ha recibido otros importantes reconocimientos profesionales como el Premio Godó de Fotoperiodismo en 2001, el Premio Libertad de Periodismo, el I Premio Internacional de Periodismo Julio Fuentes en 2002, el Premio Foto Pres o el Premio Periodismo y Derechos Humanos en 2008.
En 2019 obtuvo el premio Revbela de la Fundación Araguaney por su serie de 200 imágenes de las protestas en Nicaragua de los nietos del sandinismo contra el régimen de Daniel Ortega. En 2022, recibió el XIII Premio Nacional 'Piedad Isla' de Fotografía otorgado por la Diputación de Palencia.